# Kotisaari (ö i Jämsä, Kalmavesi)
Kotisaari är en ö i Finland. Den ligger i sjön Kalmavesi och i kommunen Jämsä i landskapet Mellersta Finland, i den södra delen av landet, 220 km norr om huvudstaden Helsingfors. Öns area är 6,4 hektar och dess största längd är 490 meter i sydöst-nordvästlig riktning.